# Mircea Negrău
Mircea Negrău (n. 3 august 1950) este un deputat român în legislatura 1996-2000, ales în județul Bihor pe listele partidului PNȚCD. În cadrul activității sale parlamentare, Mircea Negrău a fost membru în grupul parlamentar de prietenie cu Republica Franceză. În perioada regimului comunist, Mircea Negrău a colaborat cu Securitatea.